# Assassinato de William McKinley
O assassinato de William McKinley, o 25º presidente dos Estados Unidos, ocorreu em 6 de setembro de 1901 quando foi fatalmente ferido dentro do Temple of Music na Exposição Panamericana em Buffalo, Nova Iorque. McKinley estava cumprimentando o público quando foi baleado pelo anarquista Leon Czolgosz. O presidente morreu em 14 de setembro de gangrena causada por seus ferimentos.
McKinley havia sido reeleito em 1900. Ele gostava de se encontrar com o público e estava relutante em aceitar a segurança disponível. George B. Cortelyou, secretário particular do presidente, temia que uma tentativa de assassinato fosse ocorrer durante a visita ao Temple of Music, tirando o evento duas vezes da agenda de McKinley. O presidente colocou a visita de volta nas duas ocasiões.
Adeptos da filosofia política anarquista já haviam assassinado líderes estrangeiros anteriormente. Czolgosz tornou-se anarquista após ter perdido o emprego durante o Pânico de 1893. Considerando McKinley um símbolo da opressão, ele achou que era seu dever assassiná-lo. Não tendo conseguido chegar perto do presidente no início da visita, Czolgosz atirou duas vezes em McKinley enquanto este estendia sua mão para cumprimentá-lo na fila da recepção no Temple of Music. Uma bala passou de raspão, e a outra entrou no abdômen e nunca foi encontrada.
McKinley inicialmente parecia estar se recuperando, mas sua saúde piorou em 13 de setembro quando seus ferimentos começaram a gangrenar; ele morreu na manhã seguinte. O vice-presidente Theodore Roosevelt o sucedeu na presidência. Após o assassinato de McKinley, pelo qual Czolgosz foi executado na cadeira elétrica, o Congresso dos Estados Unidos aprovou uma legislação encarregando oficialmente o Serviço Secreto com a segurança do presidente.

## Antecedentes
Em setembro de 1901, William McKinley estava no auge de sua presidência. Eleito em 1896 durante uma grande depressão econômica resultado do Pânico de 1893, ele havia derrotado seu rival democrata William Jennings Bryan. McKinley liderou os Estados Unidos de volta à prosperidade e para a vitória na Guerra Hispano-Americana em 1898, assumindo o controle de Porto Rico e das Filipinas. Reeleito por uma grande margem em 1900, novamente derrotando Bryan, "parecia que a administração McKinley iria continuar pacificamente ininterrupta para outros quatro anos, um governo dedicado à prosperidade", de acordo com as palavras do historiador Eric Rauchway.
Garret Hobart, o vice-presidente original de McKinley, havia morrido em 1899, e o presidente pôde escolher seu running mate para a Convenção Nacional Republicana de 1900. Antes da convenção, o senador Thomas C. Platt, chefe político dos Republicanos de Nova Iorque, viu a oportunidade de aliar-se ao governador Theodore Roosevelt e apoiá-lo como candidato à vice-presidência. Roosevelt aceitou a indicação e foi eleito junto com McKinley.

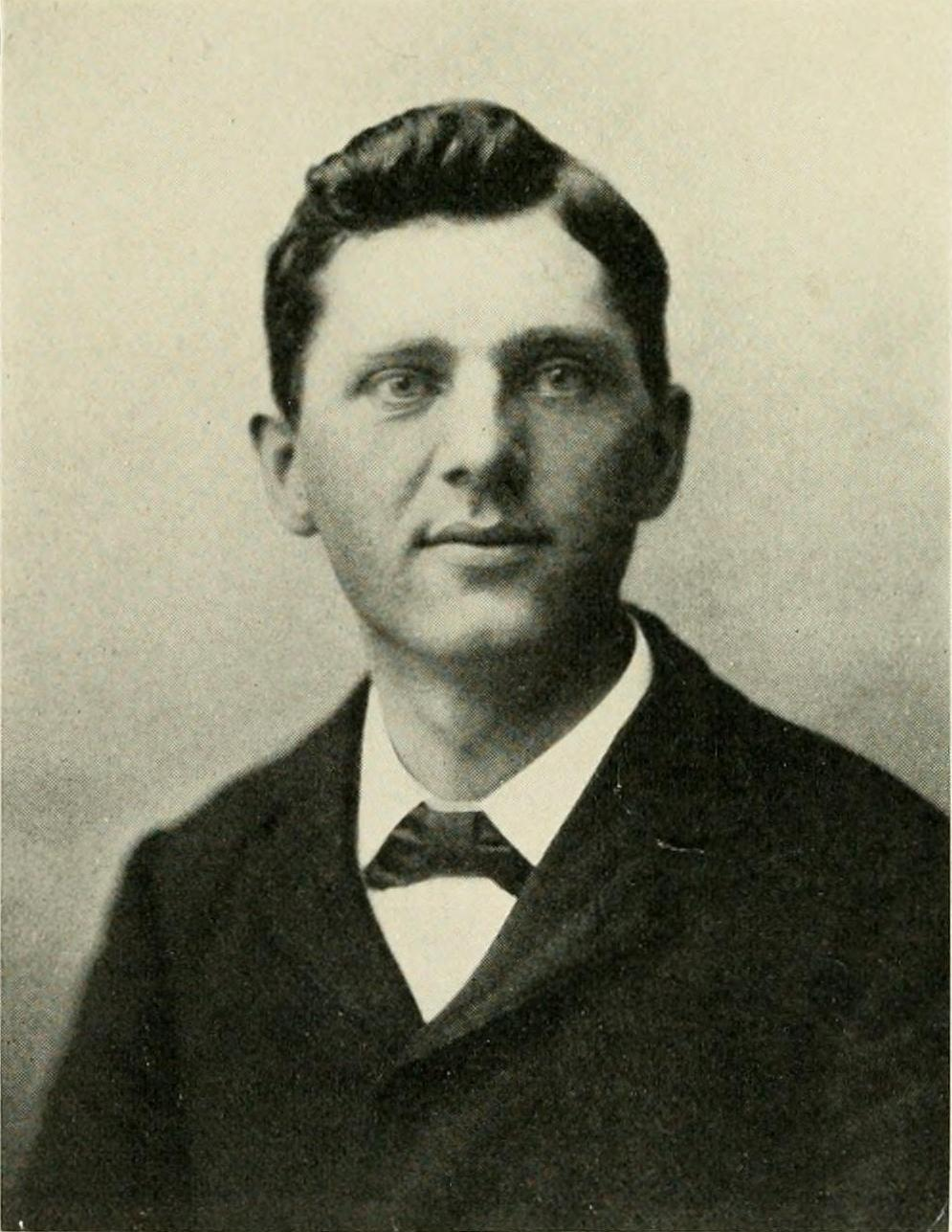
Leon Czolgosz.

Leon Czolgosz nasceu em Alpena, Michigan, no ano de 1873, filho de imigrantes poloneses. A família Czolgosz havia se mudado várias vezes porque Paul Czolgosz, pai de Leon, procurava trabalho por todo Meio-Oeste. Quando adulto, Leon Czolgosz trabalhou em uma fábrica de Cleveland até perder o emprego em 1893 por causa de uma disputa trabalhista. Depois disso, ele trabalhou esporadicamente e participou de reuniões políticas e religiosas, com o objetivo de tentar entender os motivos da agitação econômica do Pânico de 1893. Ao fazer isso, acabou interessando-se pelo anarquismo. Esse movimento era temido no país em 1901 – a Corte de Apelações de Nova Iorque havia decidido que era uma violação da paz o ato de identificar-se como anarquista publicamente. Os anarquistas haviam assassinado oficiais e nobres na Europa e foram culpados em 1886 pela Revolta de Haymarket em Chicago.
Dois presidentes dos Estados Unidos haviam sido assassinados no século XIX: Abraham Lincoln em 1865 e James A. Garfield em 1881. John Wilkes Booth, assassino de Lincoln, tinha ficado furioso pela derrota dos Estados Confederados da América na Guerra de Secessão; Charles J. Guiteau, assassino de Garfield, era um homem excêntrico (possivelmente insano) motivado por visões pessoais sobre política e religião que tentou, sem sucesso, um cargo público durante a administração de Garfield. McKinley não gostava de segurança pessoal entre ele e o povo, apesar dos assassinatos de dois de seus predecessores. Quando passava seu tempo em sua cidade natal, Canton, Ohio, ele frequentemente caminhava para a igreja ou para lojas sem nenhuma proteção, e em Washington, D.C. McKinley costumava passear de carruagem com sua esposa sem nenhum guarda os acompanhando.

## Visita presidencial

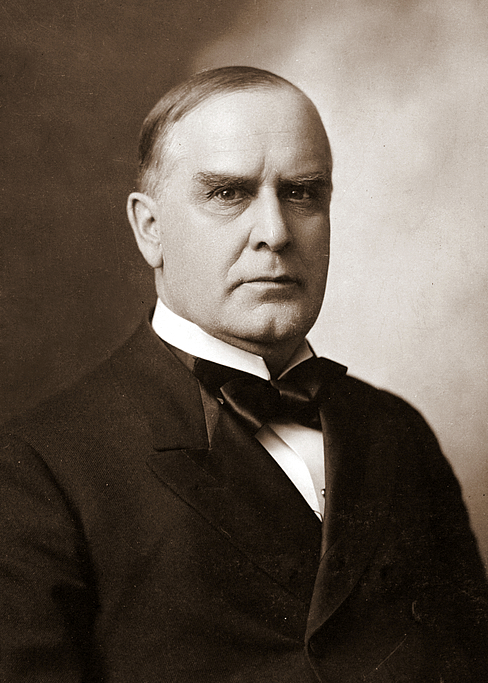
Presidente William McKinley.

### Planejamento e chegada
McKinley fez um breve discurso em sua segunda cerimônia de posse no dia 4 de março de 1901. Tendo sido um defensor de taxas alfandegárias, e acreditando que o Ato Dingley, aprovado durante seu primeiro mandato, havia ajudado os EUA a chegar na prosperidade, ele planejava negociar acordos recíprocos de comércio com outros países. Isso abriria mercados estrangeiros as manufaturas norte-americanas que haviam dominado o mercado interno por causa das taxas. McKinley pretendia realizar vários discursos promovendo esse plano durante uma longa viagem planejada para os primeiros meses de seu segundo mandato, culminando em uma visita no dia 13 de junho a Exposição Panamericana em Buffalo.
McKinley, sua esposa Ida e outros oficiais deixaram Washington no dia 29 de abril para uma viagem de trem pelo país, agendada para terminar em Buffalo para um discurso que ocorreria no "Dia do Presidente", como havia sido chamado. Ele foi extremamente bem recebido por todo o oeste, de forma nunca antes vista por outro presidente. Na Califórnia, a primeira-dama ficou seriamente doente, e por um período acreditou-se que ela iria morrer. Ela recuperou-se em São Francisco, mas McKinley cancelou o resto da viagem e os dois voltaram para Washington. O discurso na Exposição foi adiado para 5 de setembro, com os McKinley passando algumas semanas em Washington e dois meses em Canton. Ele passou seu tempo em Ohio trabalhando no discurso de Buffalo e supervisionando as reformas de sua casa. Ele planejava ficar em Canton até outubro.
Czolgosz viveu na fazenda de seus pais perto de Cleveland até 1898, trabalhando muito pouco – é possível que ele tenha sofrido um colapso nervoso. Sabe-se que ele assistiu a um discurso da anarquista Emma Goldman em maio de 1901 em Cleveland: ele falou com ela antes do discurso e pediu que Goldman lhe recomendasse livros sobre anarquismo, o que ela fez. A conversa, em que Goldman não defendeu a violência mas expressou seu compreendimento daqueles movidos por ela, foi uma grande influência para Czolgosz; ele mais tarde afirmou que as palavras dela ficarem presas em sua cabeça. Ele foi visitá-la em julho na sua casa em Chicago enquanto Goldman preparava-se para sair de viagem com sua filha para ver a exposição em Buffalo, e os dois anarquistas foram juntos até a estação de trem. Ela expressou para Czolgosz (que estava usando o pseudônimo Fred Nieman) sua preocupação com um outro radical que a estava seguindo; pouco depois, ele aparentemente deixou a cidade. William Arntz, um trabalhador de um parque em Canton, afirmou ter visto um homem parecido com Czolgosz na metade de 1901, período em que o presidente estava na cidade e que algumas vezes visitava o parque. O homem estava com duas armas, e quando Arntz o avisou de que armas eram proibidas fora do campo de tiro do parque ele respondeu com desdém. Arntz avisou a polícia, porém o homem nunca foi encontrado.
Mais tarde no verão, Czolgosz mudou-se para Buffalo, porém as razões para ele fazer isso são desconhecidas. O autor e jornalista Scott Miller especula que ele talvez tenha escolhido Buffalo por causa de sua grande população polonesa. Ele foi para o subúrbio de West Seneca e passou boa parte de seu tempo lendo. Czolgosz então foi para Cleveland, apesar de não se saber ao certo o que fez; talvez tenha procurado outras leituras anarquistas ou tentado ganhar mais dinheiro. Depois de Cleveland ele foi para Chicago, onde viu um jornal que noticiava que McKinley iria para Buffalo. Ele voltou para cidade ainda sem saber o que fazer; primeiramente tentou apenas ficar perto do homem que considerava ser o símbolo da injustiça. Na terça-feira, 3 de setembro, ele se decidiu. Czolgosz posteriormente afirmou para a polícia:
| “ | Estava no meu coração, não havia escapatória para mim. Não teria conseguido se minha vida não estivesse em jogo. Havia centenas de pessoas na cidade na terça. Ouvi que era o Dia do Presidente. Todas aquelas pessoas pareciam se curvar ao grande governante. Decidi em minha mente matar aquele governante. | ” |

Em 3 de setembro Czolgosz foi à Walbridge's Hardware Store na rua principal de Buffalo e comprou um revólver Iver Johnson .32. Ele ainda não tinha um plano claro para assassinar o presidente. No dia seguinte, William e Ida McKinley chegaram à cidade de trem. O canhão que disparou para saudar o presidente estava muito próximo dos trilhos, e a explosão quebrou várias das janelas do trem, desconcertando a primeira-dama. Cerca de uma dúzia de pessoas na plataforma, acreditando que o dano havia sido causado por uma bomba, gritaram "Anarquistas!". Enquanto McKinley descia do trem para a recepção, Czolgosz fez seu caminho para a frente da multidão, porém achou que o presidente estava muito bem protegido para tentar alguma coisa.

### Feira e ida às Cataratas do Niágara
McKinley planejava deixar Canton por dez dias para viajar a Buffalo, saindo em 4 de setembro de 1901, que incluiria uma visita a um acampamento do Grande Exército da República em Cleveland (ele era um membro como veterano do Exército da União). Os McKinley ficaram na Milburn House em Buffalo, casa do presidente da Exposição, John G. Milburn. No sábado, 7 de setembro, eles deveriam viajar para Cleveland e primeiramente ficar na casa do empresário e futuro governador de Ohio Myron T. Herrick, amigo do presidente, e então com o conselheiro e senador Mark Hanna. Ao chegarem em Buffalo, a comitiva presidencial foi levada por um passeio pela feira no caminho da Milburn House, parando por um momento na Triumphal Bridge da Exposição para que eles pudessem olhar as atrações.
Em Buffalo, McKinley tinha dois dias de compromissos: na quinta-feira, 5 de setembro, ele deveria realizar um discurso e depois passear pela feira. No dia seguinte, ele visitaria as Cataratas do Niágara e, na volta, se encontraria com o público no Temple of Music na Exposição. Um das razões por levar McKinley repetidas vezes à feira era aumentar as receitas da bilheteria; a visita do presidente foi muito divulgada. George B. Cortelyou, secretário pessoal de McKinley, não gostava da ideia da recepção pública no Temple of Music e, preocupado com a segurança do presidente, retirou o compromisso duas vezes da agenda. McKinley o colocou de volta em ambas as ocasiões; ele queria apoiar a feira (ele havia concordado com seu tema de cooperação hemisférica), gostava de se encontrar com o povo e não temia potenciais assassinos. Quando Cortelyou pediu uma última vez para ele cancelar o evento, o presidente respondeu, "Por que deveria? Ninguém desejaria me ferir". Cortelyou avisou McKinley que muitos ficariam desapontados já que ele não teria tempo para cumprimentar todos que fariam fila para vê-lo. McKinley respondeu, "Bom, de qualquer forma eles sabem que tentei". Incapaz de persuadir o presidente a alterar a agenda, Cortelyou enviou um telegrama às autoridades de Buffalo pedindo por segurança extra.
Na manhã de 5 de setembro os portões da feira foram abertos às 6h, para permitir que a multidão entrasse mais cedo e procurasse bons lugares para ver o discurso do presidente. A Esplanade, um grande espaço perto da Triumphal Bridge onde o presidente discursaria, ficou lotado; a multidão amontoou-se até a Court of the Fountains ali perto. Dos 116 mil visitantes naquele dia, por volta de cinquenta mil compareceram ao discurso de McKinley. O caminho entre a Milburn House e o local do discurso estava cheio de espectadores; o progresso da carruagem presidencial foi acompanhado por uma grande ovação. McKinley subiu em um palanque de frente para a Esplanade e, após uma breve apresentação por Milburn, começou a discursar.

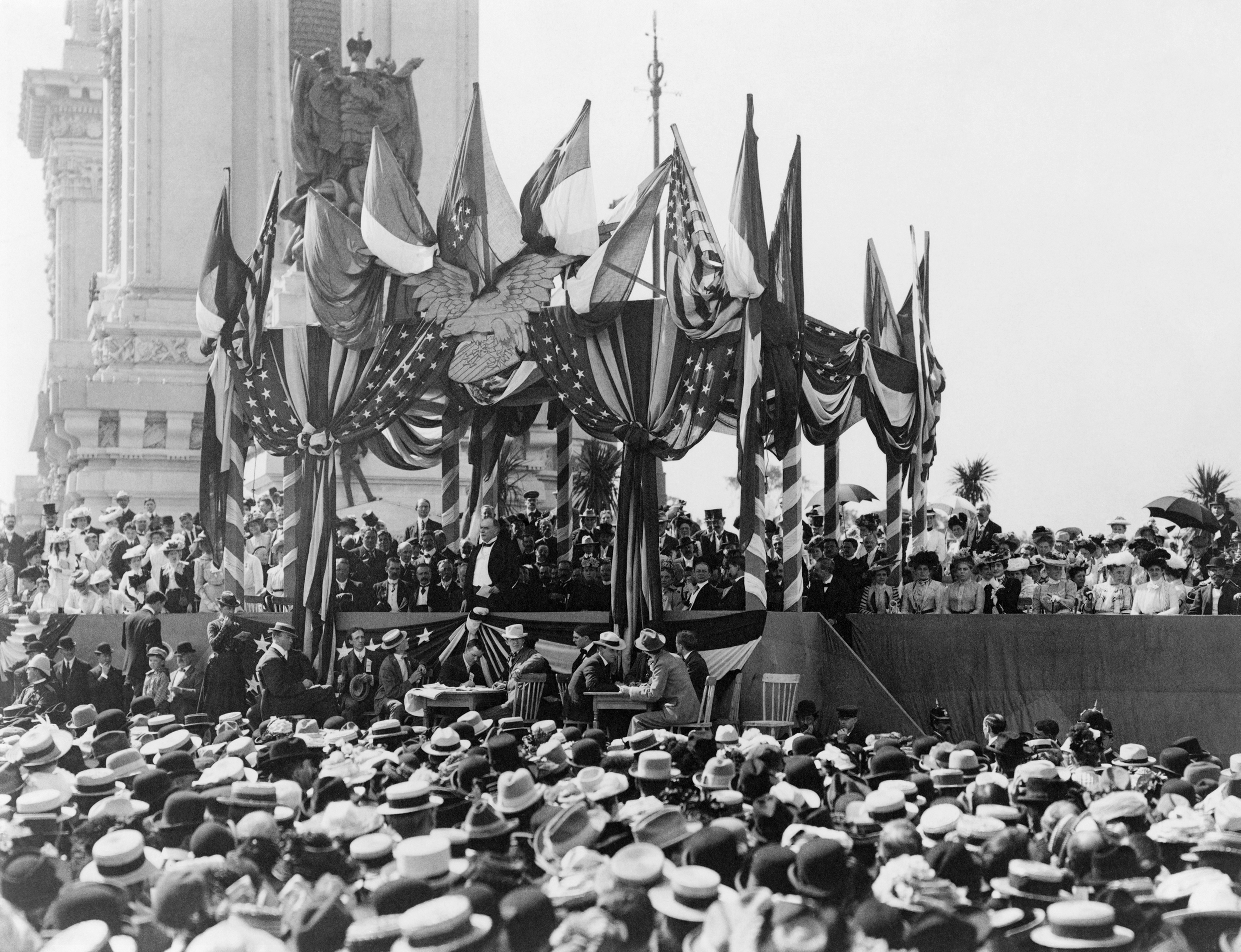
O presidente McKinley faz seu último discurso.

Em seu último discurso, McKinley pediu um fim para o isolacionismo dos Estados Unidos. Ele propôs acordos de trocas que permitiriam a entrada de produtos manufaturados norte-americanos em outros mercados. "O período de exclusividade é passado. A expansão de nossas trocas e comércio é o problema. Guerras comerciais não são lucrativas". A multidão recebeu o discurso com um grande aplauso; ao final, o presidente levou Ida McKinley de volta à carruagem, porque ela voltaria para a Milburn House enquanto ele passearia pela feira. McKinley passou pelos pavilhões das nações do hemisfério ocidental, atraindo multidões e aplausos aonde quer que ia. Ele presidiu um almoço no New York State Building e compareceu a uma recepção exclusiva no Government Building. Ele estava protegido por soldados e policiais, mas mesmo assim tentava interagir com o público, encorajando e falando com aqueles que tentavam correr em sua direção e curvando-se para um grupo de jovens vendedores de pipoca. Ele fez uma parada inesperada no Porto Rican Building para tomar café antes de voltar para a Milburn House no final da tarde. Ida McKinley compareceu a um almoço em sua homenagem na Exposition's Board of Lady Managers, apesar de Cortelyou ter avisado aos organizadores que ela talvez não comparecesse por causa de sua saúde. Após o jantar, o presidente e a primeira-dama voltaram para a feira, parando na Triumphal Bridge para ver a Exposição iluminada por eletricidade ao por do sol. Eles foram de barco para a Life Saving Station para assistir aos fogos  antes de voltarem para a Milburn House.
Czolgosz, com sua arma no bolso, chegou cedo na feira, e estava bem perto do palanque quando McKinley chegou. Ainda considerou atirar no presidente durante o discurso, mas achou que não teria boas chances de acertar seu alvo, e também estava sendo empurrado pela multidão. Czolgosz ainda não havia se decidido quando McKinley terminou de falar e desapareceu em meio de seus seguranças. Mesmo assim, ele tentou seguir o presidente enquanto McKinley passeava pela feira, porém foi afastado por policiais. Czolgosz não teve outra chance de chegar perto do presidente naquele dia, e voltou para seu quarto alugado em cima de um saloon.
Na manhã de sexta-feira, 6 de setembro de 1901, McKinley vestiu-se formalmente como de costume e saiu da Milburn House para uma caminhada pelo bairro. O presidente quase saiu sem guarda; quando os soldados e a polícia perceberam-no partindo, todos correram atrás dele. Czolgosz também acordou cedo com a intenção de entrar na fila para a recepção pública no Temple of Music; ele chegou na Exposição às 8h30min, a tempo de ver o presidente passar em sua carruagem a caminho da estação de trem para visitar as Cataratas do Niágara. Os McKinley viajaram de trem para Lewiston e então foram de carrinho ao Desfiladeiro de Niágara. Quando a comitiva chegou ao município de Niagara Falls, eles foram transferidos para carruagens a fim de ver melhor o lugar, parando no meio da Honeymoon Bridge com vista para as cataratas. McKinley estava cuidadoso em não entrar no Canadá por motivos de protocolo. Era um dia quente e Ida McKinley sentiu-se mal pelo calor; ela foi levada ao International Hotel para esperar seu marido, que foi para Goat Island antes de voltar para almoçar com ela. Depois de fumar um charuto na varanda, o presidente foi com sua esposa ao trem que estava esperando ali perto, ele a acomodou antes de visitar a hidroelétrica das cataratas. O trem então partiu para Buffalo para que McKinley pudesse comparecer à recepção no Temple of Music. Ida McKinley originalmente iria acompanhar seu marido no auditório, porém ficou decidido que ela voltaria para a Milburn House, por ainda não ter se recuperado totalmente. O presidente não esperava ficar muito tempo longe de sua esposa, porque a duração da recepção havia sido diminuída para dez minutos. Às 15h30min, McKinley parou no Mission Building para se refrescar antes de se dirigir para o Temple of Music.

## Tiros e morte de McKinley

### No Temple of Music

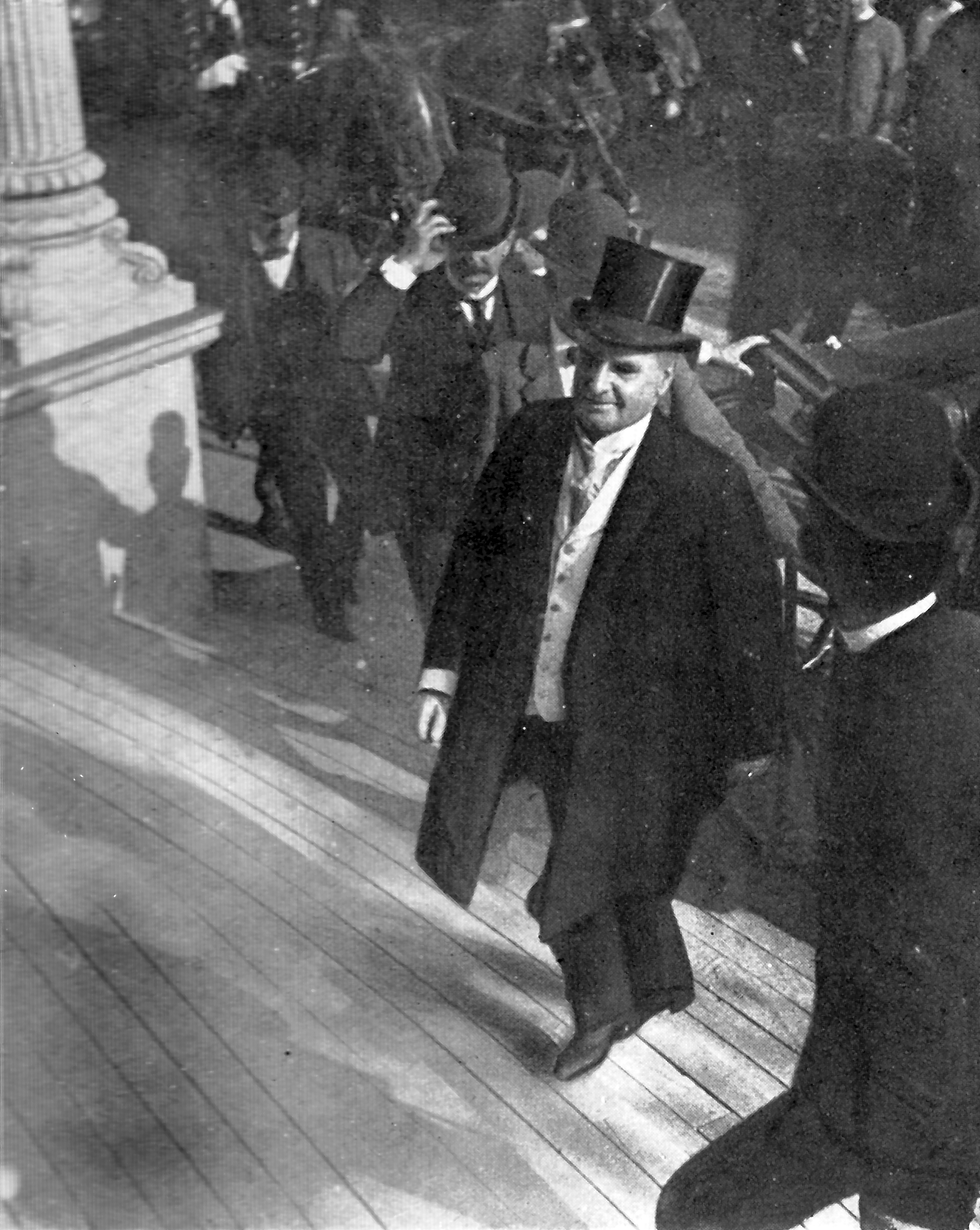
McKinley chega no Temple of Music. Esta é sua última fotografia.

Quando os organizadores receberam a oportunidade de ter uma recepção pública com o presidente, eles escolheram o Temple of Music – Louis L. Babcock, grande mestre de cerimônias da Exposição, considerou o prédio como ideal. O grande auditório ficava perto da Esplanade, no centro da feira, e tinha entradas nos quatro lados. Ele possuía galerias espaçosas e várias fileiras de cadeiras. Babcock passou toda a manhã do dia 6 de setembro arrumando o local para a recepção. Os assentos do térreo foram removidos para criar um largo corredor saindo da entrada leste, por onde o público entraria, até onde McKinley ficaria. Depois de eles cumprimentarem o presidente, todos continuariam andando até a saída. Uma bandeira dos Estados Unidos foi colocada atrás do presidente para servir de fundo e decoração – vários vasos de flores também foram colocados em volta dele para criar uma área mais atrativa. O prédio todo ornamentado era uma das atrações arquiteturais da feira, apesar de servir para outros propósitos.
Vários preparativos haviam sido feitos para a segurança de McKinley. A polícia da Exposição estava guardando as portas e detetives de Buffalo cuidavam do corredor. Além de George Foster, o agente do Serviço Secreto que acompanhava o presidente, outros dois agentes foram designados para a viagem por causa das preocupações de Cortelyou. Babcock ficou nervoso durante o almoço no restaurante da Exposição quando alguém brincou que o presidente poderia ser baleado durante a recepção. Ele chamara doze soldados para comparecer à recepção totalmente fardados como forma de decoração. Ao invés disso, Babcock os colocou no corredor com instruções de abordar qualquer pessoa suspeita que se aproximasse de McKinley. Esses homens não estavam treinados em trabalho policial, e acabaram por lotar a área perto do presidente e obstruir a visão dos agentes do Serviço Secreto. Foster normalmente ficava à esquerda e atrás do presidente em eventos dessa natureza. Porém, Milburn queria ficar à esquerda de McKinley para poder apresentar qualquer pessoa que conhecesse ao presidente, e assim Foster e outro agente acabaram ficando de frente para o presidente no outro lado do corredor.

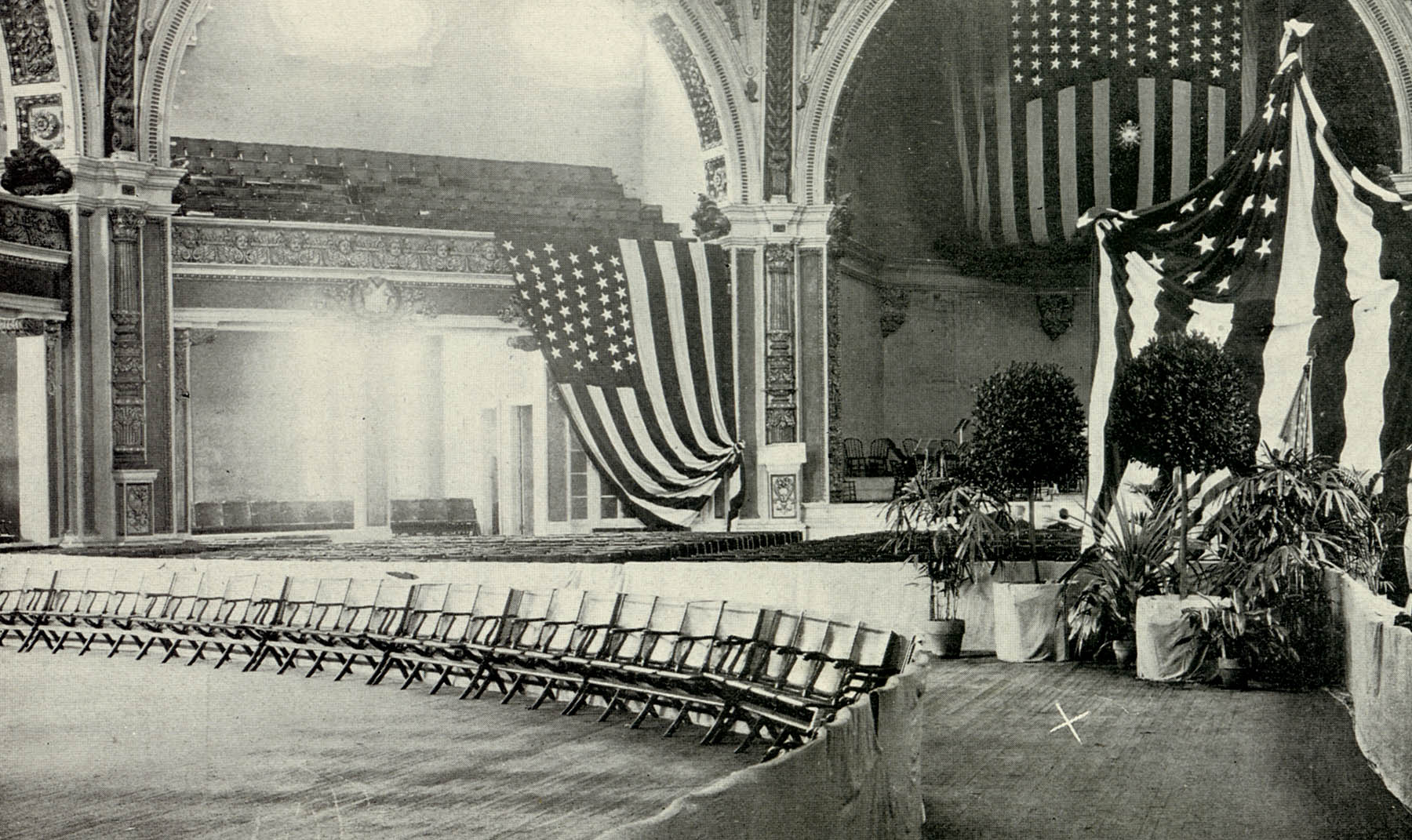
O interior do Temple of Music. O local onde McKinley foi baleado está marcado com um X, no canto inferior direito.

O público lotou o lado de fora da entrada do Temple of Music durante a tarde esperando pelo presidente, mesmo que se não pudessem ter a chance de cumprimentá-lo. McKinley chegou no horário, olhou os preparativos e entrou no lugar, ficando com Milburn a sua esquerda e Cortelyou a direita. O órgão começou a tocar "The Star-Spangled Banner" ao mesmo tempo em que o presidente ordenou a abertura das portas para deixar as pessoas entrarem. A polícia permitiu a entrada e McKinley preparou-se para fazer sua parte favorita do trabalho. Como um político experiente, conseguia apertar as mãos de cinquenta pessoas por minuto, segurando suas mãos primeiro para guiá-los, fazê-los rapidamente seguir em frente e impedir que dedos fossem espremidos. Cortelyou assistia a tudo muito nervoso; depois de cinco dos dez minutos de duração da recepção, ele avisou Babcock para fechar as portas assim que ele levantasse a mão. Vendo o secretário presidencial olhando para seu relógio, Babcock foi fechar as portas. Enquanto a recepção continuava, o órgão começou a tocar composições de Johann Sebastian Bach. A procissão de cidadãos cumprimentando o presidente foi interrompida por Myrtle Ledger de Spring Brook, Nova Iorque, uma menina de doze anos acompanhada pela mãe, que pediu pelo cravo vermelho que McKinley sempre usava em sua lapela. O presidente deu o cravo à menina e continuou sem seu amuleto da sorte. Os homens do Serviço Secreto começaram a suspeitar de um homem alto e moreno que parecia estar tenso enquanto aproximava-se de McKinley, mas ficaram aliviados quando ele cumprimentou o presidente normalmente e continuou para a saída. A regra normal de que todos os que se aproximassem do presidente deveriam fazê-lo de mãos vazias não foi cumprida, já que muitos estavam com lenços para limpar os rostos, talvez por causa do calor; o homem atrás do indivíduo moreno estava com sua mão direita enrolada em um, como se estivesse machucado. McKinley percebeu isso e estendeu sua mão esquerda. Quando os dois homens se tocaram às 16h07min, Czolgosz sacou sua pistola que estava escondida debaixo do lenço e atirou duas vezes no presidente em seu abdômen.
Enquanto McKinley cambaleava para frente e a plateia assistia horrorizada, Czolgosz preparava-se para disparar uma terceira vez. Ele foi impedido quando James Parker, um homem da Geórgia, que estava logo atrás dele na fila, bateu no assassino tentando pegar sua arma. Um segundo depois de Czolgosz ter sido derrubado por Parker, John Geary, um dos detetives de Buffalo, e Francis O'Brien, um dos soldados, também pularam em cima do atirador. Czolgosz desapareceu debaixo de uma pilha de homens, alguns dando-lhe socos e coronhadas. Ouviu-se ele dizendo, "Eu cumpri meu dever". McKinley cambaleou para trás e para a direita, mas foi segurado por Cortelyou, Milburn e Geary, que o levaram até uma cadeira ali perto. O presidente tentou convencer seu secretário de que não estava ferido seriamente, mas sangue era visível enquanto ele tentava mostrar o ferimento. Vendo o espancamento que estava acontecendo com Czolgosz, McKinley ordenou que todos parassem. O assassino foi levado embora, mas antes foi revistado por Foster. Depois de Czolgosz olhar várias vezes para trás tentando ver o presidente, Foster o derrubou com um soco no rosto.
Depois de parar o espancamento de Czolgosz, a preocupação seguinte de McKinley foi por sua esposa, pedindo para Cortelyou ser cuidadoso quando fosse informá-la sobre o incidente. A reação inicial da multidão foi de pânico. Muitas das pessoas que estavam dentro do Temple of Music correram para o lado de fora, algo que foi impedido por outros querendo entrar para ver o que havia acontecido. O presidente foi carregado para fora em uma maca até uma ambulância elétrica. Houve um grande gemido quando o público viu o rosto pálido de McKinley. Foster foi com ele até o hospital da feira. No local, McKinley sentiu algo em sua roupa e encontrou um objeto metálico. "Acredito que é uma bala". O presidente foi baleado duas vezes; uma das balas desviou em um botão e apenas o pegou de raspão; a outra penetrou seu abdômen.

### Operação
A ambulância que levou McKinley chegou ao hospital da Exposição às 16h25min. O local possuía uma sala de operações apesar de geralmente lidar apenas com atendimentos mais simples. Nenhum profissional médico qualificado estava no hospital no momento dos tiros, apenas enfermeiras e internos. O melhor cirurgião da cidade (e diretor médico da feira), Dr. Roswell Park, estava em Niagara Falls realizando uma delicada operação de pescoço. Quando interrompido no dia 6 de setembro e questionado se poderia ir a Buffalo, ele respondeu que não podia deixar aquela cirurgia nem mesmo para atender o presidente dos Estados Unidos. Ele então foi informado de quem havia sido baleado. Duas semanas depois, Park salvaria a vida de uma mulher que sofreu ferimentos quase idênticos aos de McKinley. O primeiro médico a chegar no local foi o Dr. Herman Mynter, a quem o presidente havia conhecido brevemente no dia anterior; mesmo ferido, McKinley (que tinha uma boa memória para rostos) brincou dizendo que quando conheceu Mynter não esperava precisar de seus serviços profissionais. Enquanto estava deitado na mesa de operação, o presidente falou sobre Czolgosz, "Pobre rapaz, ele não sabia o que estava fazendo. Ele não tinha como saber". Com Park indisponível e o Sol, a principal fonte de luz da sala, se pondo, foi decidido operar o presidente para tentar remover a bala restante. Mynter deu a McKinley uma injeção de morfina e estricnina para diminuir a dor; o Dr. Matthew D. Mann (um famoso ginecologista sem experiência alguma em ferimentos abdominais) utilizou éter etílico para sedar o presidente enquanto ele murmurava o Pai Nosso.

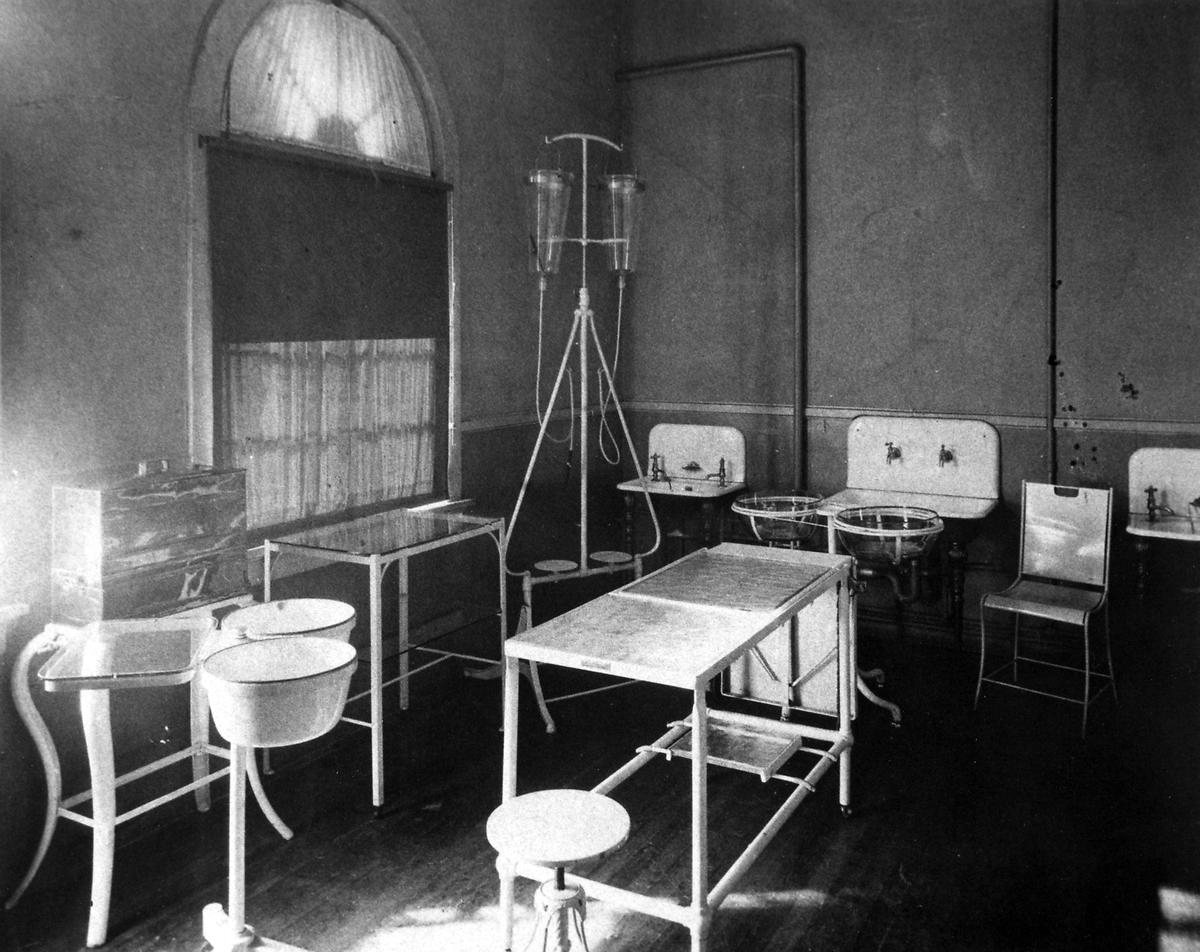
A sala de operações da Exposição.

Por centenas de anos, ferimentos de armas de fogo no abdômen provocavam invariavelmente a morte da vítima por gangrena ou outra infecção, com os médicos não podendo fazer mais do que aliviar a dor. Porém, dezessete anos antes, o médico suíço Dr. Emil Theodor Kocher conseguiu operar de forma bem sucedida um paciente com tal ferimento. Para aumentar a iluminação, a luz do sol foi refletida para o ferimento; ao final da cirurgia, uma luz artificial foi montada. O hospital não tinha equipamentos cirúrgicos básicos como espaçadores. Com McKinley muito fraco, Mann não conseguia vasculhar o ferimento para tentar achar a bala; seu trabalho foi dificultado pelo fato de o paciente ser um homem corpulento. O cirurgião fez uma incisão na pele do presidente e logo encontrou um pequeno pedaço de tecido. Ele inseriu seu dedo e depois sua mão e percebeu que o aparelho digestivo havia sido lesado – o estômago tinha tanto um buraco de entrada como de saída. Mann suturou os dois orifícios mas não conseguiu encontrar a bala. Ele concluiu que o projétil tinha se alojado nos músculos do dorso de McKinley. E mais tarde escreveu, "Quando uma bala para de se mexer ela faz poucos danos". Uma máquina de raio X primitiva estava sendo exibida na feira, porém ela não foi usada no presidente; Mann afirmou que seu uso poderia ter perturbado o paciente e proporcionar pouco ou quase nenhum benefício. Ele usou fio de seda preta para suturar a incisão e o ferimento, sem drenagem, e cobriu a área com bandagens. Quando a operação terminou, o Dr. Park chegou de Niagara Falls; ele não queria interferir e, às 17h20min, McKinley recebeu uma injeção de analgésicos e então pôde ser acordado. Ele foi levado para a Milburn House em uma ambulância elétrica. A primeira-dama não havia sido informada sobre o ocorrido; quando a cirurgia acabou, o médico do presidente, Presley M. Rixey, gentilmente contou a ela sobre o incidente. Ida McKinley reagiu calmamente; ela escreveu em seu diário, "Fui para Niagra [sic] Falls esta manhã. Meu Querido foi recebido em um auditório público na volta, quando ele foi baleado por um..." Margaret Leech, biógrafa do presidente McKinley, sugere que a primeira-dama não conseguia escrever a palavra "anarquista".

### Aparente recuperação e morte

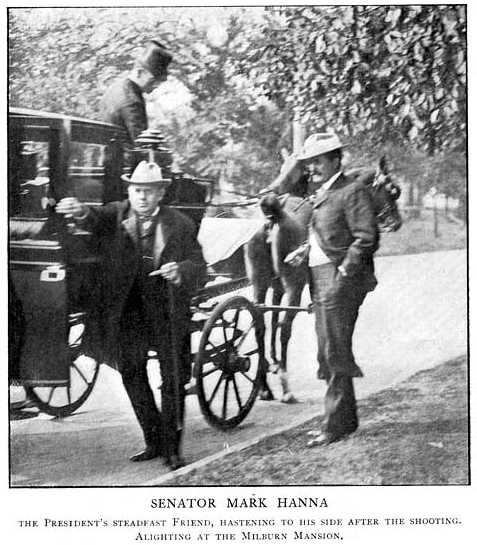
O senador Mark Hanna (esquerda), amigo de McKinley, chega na Milburn House após o incidente.

Poucos minutos após os tiros, as notícias espalharam-se pelo mundo através do telégrafo a tempo de aparecer nos jornais vespertinos norte-americanos. Em uma época antes do rádio, centenas de pessoas amontoaram-se na frente de jornais esperando por notícias. Receios que McKinley não sobreviveria foram dissipadas por boletins emitidos por Cortelyou baseado nas informações dos médicos. Uma enorme multidão se reuniu do lado de fora do quartel-general da polícia de Buffalo onde Czolgosz havia sido levado. Notícias que ele havia admitido ser anarquista levaram a ataques contra pessoas de mesma ideologia; um foi quase linchado em Pittsburgh.
Na Milburn House, McKinley parecia estar recuperando-se. No domingo, 7 de setembro, o presidente estava relaxado e conversando. Foi permitido que ele visse sua esposa e Cortelyou. McKinley perguntou ao seu secretário, "Gostaram do meu discurso?", e ficou feliz ao saber das repercussões positivas. Enquanto isso, o vice-presidente Theodore Roosevelt (que estava em Vermont de férias), grande parte do gabinete e o senador Mark Hanna, correram para Buffalo. Cortelyou continuou a emitir boletins encorajadores. O presidente recebeu permissão de ver alguns visitantes e reclamou da solidão. Enquanto a crise passava, dignitários começaram a partir em 9 de setembro, todos confiantes na recuperação de McKinley. Roosevelt foi continuar suas férias nas Montanhas Adirondack depois de ficar furioso ao saber que Czolgosz ficaria preso apenas alguns anos por tentativa de assassinato; a pena máxima para este crime em Nova Iorque na época era de dez anos. Philander C. Knox, o procurador-geral, foi para Washington procurando meios de enquadrar Czolgosz na lei federal. John Hay, secretário de estado, esteve associado aos dois assassinatos presidenciais anteriores: ele havia sido o secretário de Abraham Lincoln e um amigo próximo de James A. Garfield. Ele chegou em Buffalo no dia 10 de setembro; ao receber as informações por meio de Babcock na estação de trem, Hay afirmou que o presidente morreria.
H. Wayne Morgan, biógrafo de McKinley, escreveu o seguinte:
| “ | Todos disseram que sua constituição saudável o faria passar por tudo aquilo. Os médicos pareciam esperançosos, até mesmo confiantes ... É difícil compreender todo o entusiasmo com que viam seu paciente. Ele tinha quase sessenta anos de idade, acima do peso, e o próprio ferimento não havia sido cuidadosamente limpo ou traçado. Precauções contra infecções, reconhecidamente difíceis em 1901, foram tratadas de forma negligente. | ” |

De acordo com a biógrafa Margaret Leech, a aparente recuperação de McKinley "era meramente a resistência de seu corpo contra a gangrena que estava rastejando pelo percurso da bala através do estômago, pâncreas e um rim". Outra máquina de raio-x foi enviada de Nova Jérsei por Thomas Edison. Ela também não foi usada no presidente; as fontes variam em relação ao motivo – Leech afirma que a máquina, que foi procurada por Cortelyou e estava acompanhada de um técnico treinado, não foi usada por ordem dos médicos encarregados do caso. Miller diz que os médicos tentaram testá-la em um homem do mesmo tamanho que McKinley, porém faltava um componente crucial, muito para a vergonha de Edison.

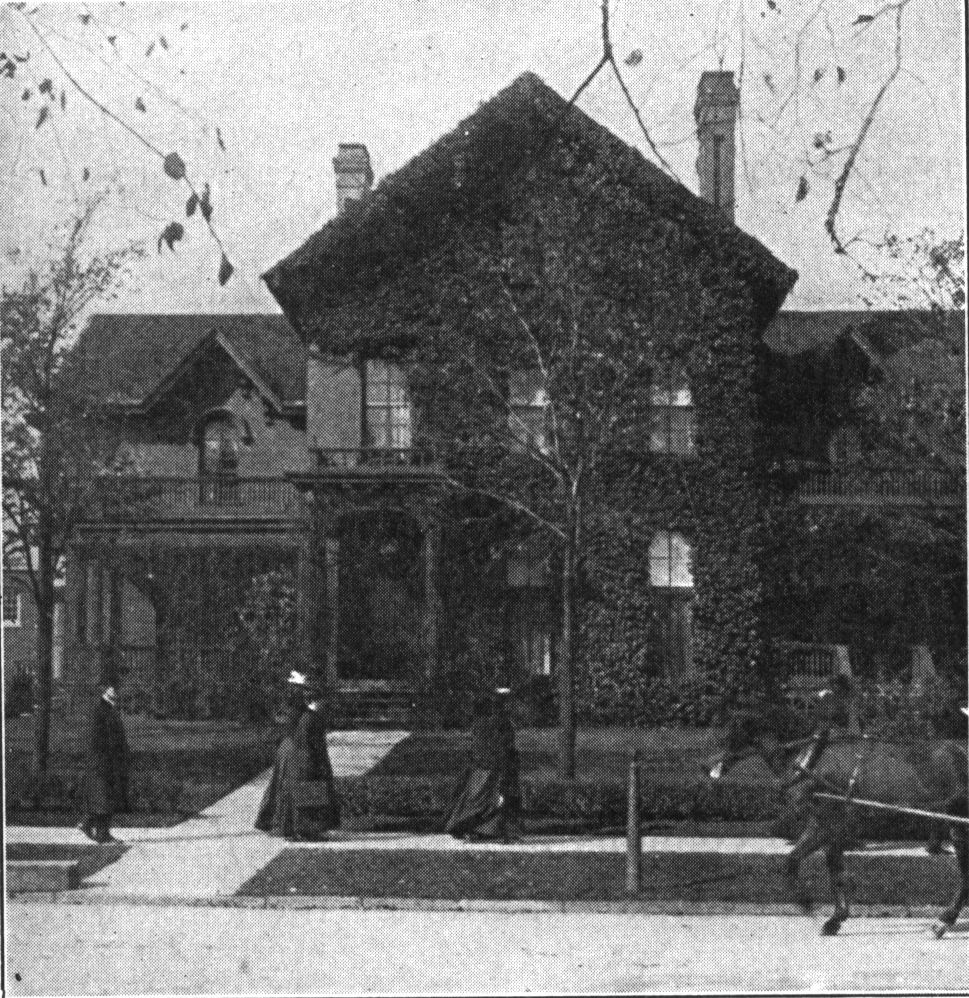
A Milburn House.

McKinley estava recebendo enemas nutritivos; em 11 de setembro, tomou caldo de carne. Isso pareceu fazer-lhe bem, e na manhã seguinte o presidente pôde comer torradas, café e caldo de frango. A dor que seguiu-se foi diagnosticada como indigestão; ele recebeu laxantes e a maioria dos médicos foi embora após a consulta da tarde. Na manhã de 13 de setembro, McKinley desmaiou. Uma mensagem urgente foi enviada para a estação de telégrafo mais próxima de Adirondack pedindo a Roosevelt que voltasse imediatamente a Buffalo; um guarda-florestal saiu para encontrá-lo. Especialistas foram chamados; inicialmente os médicos achavam que o presidente poderia sobreviver, mas à tarde eles já sabiam que tudo era um caso perdido. Os médicos ainda não sabiam que a gangrena havia crescido até as paredes do estômago e que toxinas estavam sendo liberadas no sangue. McKinley tinha lapsos de consciência; quando acordado, ele era um modelo de paciente. Pela tarde, o próprio presidente sabia que iria morrer, "Não adianta, cavalheiros. Acho que é melhor rezarmos". Foi permitida a entrada de amigos e familiares, e a primeira-dama chorou sobre ele, "Eu quero ir também. Eu quero ir também". McKinley respondeu, "Estamos todos indo, todos nós estamos indo", e com um último esforço colocou um braço sobre ela. Talvez ele tenha cantado parte de "Nearer, My God, to Thee", seu hino favorito, porém outros relatos colocam a primeira-dama cantando. Ida McKinley foi levada para longe, e seu lugar foi brevemente tomado por Hanna. Morgan conta o encontro final dos dois homens, "Em algum momento daquela fatídica tarde, Mark Hanna aproximou-se da cama, lágrimas caindo de seus olhos, suas mãos e cabeça tremendo incrédulo de que trinta anos de amizade poderiam terminar assim". Quando a tentativa de uma saudação formal não obteve uma resposta coerente, Hanna "chorou pelos anos de amizade, 'William, William, não me reconhece?'".
Às 2h15min do sábado, 14 de setembro de 1901, o presidente William McKinley faleceu. No momento da morte, Roosevelt estava em sua viagem de volta para Buffalo, cruzando as montanhas de carruagem até a estação de trem mais próxima, onde um trem especial estava à sua espera. Ao amanhecer, quando ele finalmente chegou na estação, Roosevelt soube da morte do presidente.

## Consequências
Uma autópsia foi realizada na manhã da morte de McKinley; Mann liderou uma equipe de quatorze médicos. Eles descobriram que a bala atravessou o estômago, depois o cólon transverso e o rim esquerdo, desaparecendo perto do peritônio. Também havia danos nas glândulas adrenais e no pâncreas. Mynter, que também participou da autópsia, posteriormente afirmou que acreditava que a bala havia se alojado nos músculos do dorso, apesar de isso não poder ser comprovado já que o projétil nunca foi encontrado. Quatro horas após o início do procedimento, Ida McKinley exigiu o fim da autópsia. Uma máscara mortuária foi feita e memoriais particulares foram realizados na Milburn House antes de o corpo ser levado à prefeitura de Buffalo a fim de iniciar os cinco dias de luto nacional. Em seguida, o corpo de McKinley foi cerimonialmente levado de Buffalo a Washington e depois para Canton. Em 19 de setembro, o dia do funeral, enquanto o presidente era levado de sua casa, todas as atividades no país cessaram durante cinco minutos. Trens pararam e serviços de telefone e telégrafo foram interrompidos. Leech escreveu que "as pessoas se curvaram em homenagem ao presidente que se foi". Além dos danos causados pela bala, a autópsia descobriu que McKinley sofria de miocardiopatia (degeneração gordurosa do músculo cardíaco). Isso enfraqueceu seu coração e diminuiu suas chances de sobreviver aos ferimentos; acreditava-se que isso estava ligado ao seu peso e falta de exercícios físicos. Estudiosos modernos acreditam que o presidente morreu de uma necrose pancreática, uma condição que é de difícil tratamento atualmente e completamente impossível para os médicos da época.

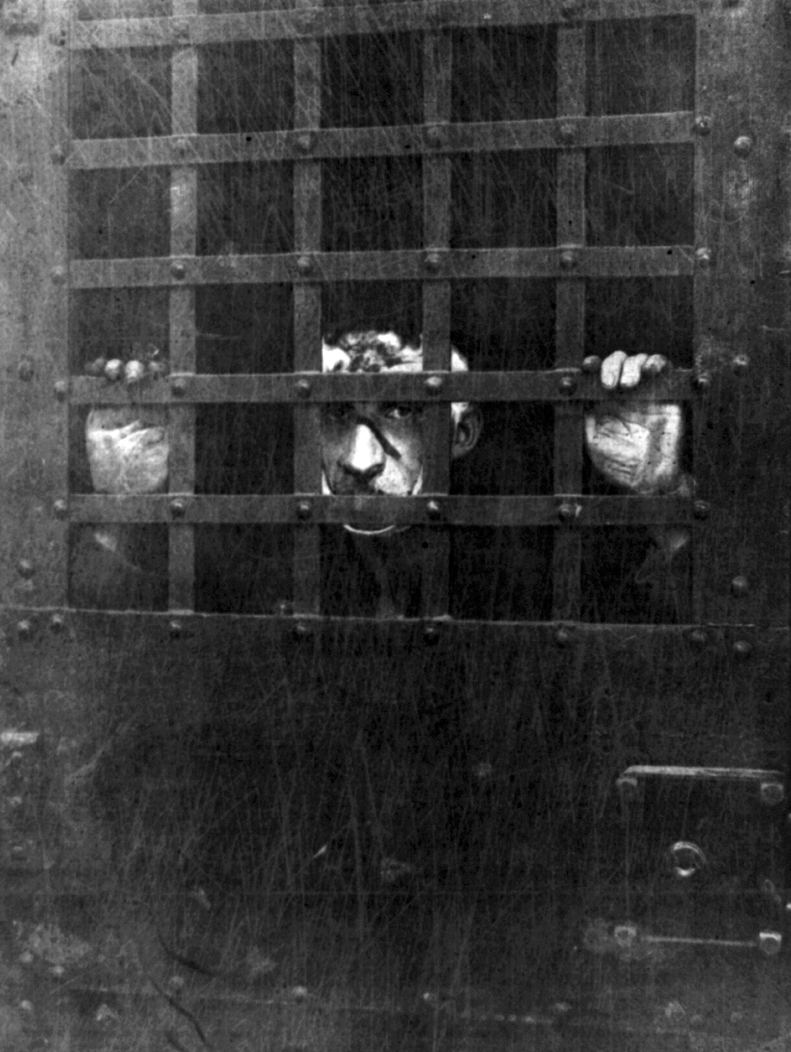
Leon Czolgosz na prisão após assassinar McKinley.

Em 23 de setembro, nove dias após o falecimento de McKinley, Czolgosz foi julgado no tribunal estadual de Buffalo pelo homicídio do presidente. O testemunho do Ministério Público durou dois dias e era formado principalmente pelos médicos que trataram McKinley e testemunhas dos tiros. Loran L. Lewis, o advogado de defesa, e seu co-conselheiro não chamaram nenhuma testemunha, com Lewis afirmando que Czolgosz havia se recusado a cooperar com eles. Durante os 27 minutos em que falou ao júri, o advogado demorou a elogiar o presidente; Miller afirma que os argumentos finais eram mais calculados para defender o "lugar [de Lewis] na comunidade do que um esforço para poupar seu cliente da cadeira elétrica". Depois de apenas meia hora de deliberações, o júri condenou Czolgosz; ele foi sentenciado à morte e foi executado na cadeira elétrica em 29 de outubro de 1901. Ácido foi jogado em seu caixão para dissolver seu corpo antes do enterro no cemitério da prisão.
Após o assassinato de McKinley, jornais de todo o país criticaram muito a falta de segurança disponível para os presidentes norte-americanos. Em 1902, mesmo sem nenhuma ordem legislativa, o Serviço Secreto passou a proteger o presidente Roosevelt em tempo integral. Entretanto, isso não encerrou o debate. Alguns membros do Congresso dos Estados Unidos recomendaram que o Exército ficasse encarregado de proteger o presidente. Apenas em 1906 o Congresso aprovou uma legislação oficial que encarregava o Serviço Secreto com a proteção presidencial.
Uma revolta contra os anarquistas começou logo após o assassinato; a polícia de Buffalo anunciou depois dos tiros que acreditava que Czolgosz não havia agido sozinho, e vários anarquistas foram presos sob suspeita de envolvimento no ataque. Czolgosz mencionou seus contatos com Goldman durante interrogatório; as autoridades prenderam sua família para forçá-la a se entregar, algo que ela fez em 10 de setembro. Goldman passou quase três semanas presa; ela, como todos os outros que haviam sido presos sob suspeita de conspirar com Czolgosz, foram soltos sem acusações. Jornais e colônias anarquistas foram atacadas por justiceiros; apesar de ninguém ter sido morto, houve grandes danos a propriedades privadas. O medo de anarquistas levou a programas de vigilância que posteriormente foram consolidados com a criação do Federal Bureau of Investigation em 1908. Leis anti-anarquistas foram aprovadas depois do assassinato, mas ficaram latentes até o início da Primeira Guerra Mundial, junto com estatutos contra não nacionais cujas ideologias eram consideradas uma ameaça. Dentre os deportados estava Goldman, no final de 1919.
Leech acredita que os Estados Unidos passaram por uma transição após a morte de William McKinley:
| “ | O novo presidente estava no cargo. A república ainda vivia. Mesmo assim, por um tempo, os americanos viram o futuro com estranheza e desafio. Extasiados e pesarosos, eles lembravam da firmeza de McKinley, sua fé inquestionável, sua dignidade bondosa, sua acessibilidade e dedicação ao povo: a simplicidade federal que não seria mais vista em Washington ... [Após a morte de McKinley,] homens velhos foram para a [Casa Branca] em missões de política e estado, mas sua primazia foi desafiada pelos jovens que se aglomeravam à frente. A nação sentiu uma outra liderança vigorosa, agressiva e forte. Sob o comando de um corajoso novo capitão, a América zarpou em uma viagem tempestuosa ao século XX. | ” |

## Nota
- Este artigo foi inicialmente traduzido, total ou parcialmente, do artigo da Wikipédia em inglês cujo título é «Assassination of William McKinley», especificamente desta versão.